# Третьева
Третьева — деревня в Кудымкарском районе Пермского края. Входила в состав Белоевского сельского поселения. Располагается на реке Сылве северо-западнее от города Кудымкара. Расстояние до районного центра составляет 28 км. По данным Всероссийской переписи населения 2010 года, в деревне проживало 10 человек (5 мужчин и 5 женщин).

## История
По данным на 1 июля 1963 года, в деревне проживало 62 человека. Населённый пункт входил в состав Белоевского сельсовета.